# Neotenes
Neotenes là một chi bướm đêm thuộc phân họ Tortricinae của họ Tortricidae.

## Các loài
- Neotenes astromontana Diakonoff, 1972
- Neotenes canescens (Diakonoff, 1954)